# لاله مرزبان
لاله مرزبان (زادهٔ ۲۹ دی ۱۳۷۲) بازیگر ایرانی است. او بیشتر برای بازی در فیلم‌های زیر سقف دودی (۱۳۹۵) و بی‌همه‌چیز (۱۳۹۹) شناخته شده است. مرزبان برای بازی در فیلم نگهبان شب (۱۴۰۰) نامزد سیمرغ بلورین جشنواره فیلم فجر شد.

## زندگی
لاله مرزبان در ۲۹ دی ۱۳۷۲ در ازنا به دنیا آمد. وی فارغ‌التحصیل لیسانس رشته حسابداری می‌باشد.

## حرفه
مرزبان اولین تجربهٔ بازیگری خود را در سال ۱۳۸۹ با مجموعهٔ تلویزیونی هوش سیاه به دست آورد. او استعداد خود را با بازی در فیلم زیر سقف دودی (۱۳۹۵) نشان داد.
از جمله فیلم‌هایی که او در آن بازی کرده است می‌توان به هیس! دخترها فریاد نمی‌زنند (۱۳۹۲)، زیر سقف دودی (۱۳۹۵)، به وقت شام (۱۳۹۶) و مهمانخانهٔ ماه نو (۱۳۹۷) اشاره کرد.
برخی از مجموعه‌هایی که او در آنها حضور داشته است نیز عبارت‌اند از ستایش ۳ (۱۳۹۷)، آنام (۱۳۹۶) و هوش سیاه (۱۳۸۹).

## فیلم‌شناسی

### فیلم
| سال  | عنوان                     | کارگردان         | یادداشت                               |            |
| ---- | ------------------------- | ---------------- | ------------------------------------- | ---------- |
| ۱۳۹۲ | هیس! دخترها فریاد نمی‌زنند | پوران درخشنده    | دومین فیلم پرفروش سال ۱۳۹۲ در ایران   |            |
| ۱۳۹۵ | زیر سقف دودی              | پوران درخشنده    |                                       |            |
| ۱۳۹۶ | دخترعمو و پسرعمو          |                  |                                       |            |
| ۱۳۹۶ | به وقت شام                | ابراهیم حاتمی‌کیا |                                       |            |
| ۱۳۹۷ | مهمانخانهٔ ماه نو          | تاکفومی تسوتسویی |                                       |            |
| ۱۳۹۷ | آیسان                     |                  | مهرشاد خردمندی                        | فیلم کوتاه |
| ۱۳۹۹ | بی‌همه‌چیز                  | محسن قرائی       | چهارمین فیلم پرفروش سال ۱۴۰۰ در ایران |            |
| ۱۴۰۰ | نگهبان شب                 | رضا میرکریمی     |                                       |            |

### نمایش خانگی
| سال  | عنوان | کارگردان   | یادداشت |
| ---- | ----- | ---------- | ------- |
| ۱۴۰۳ | آبان  | رضا دادویی |         |

### تلویزیون
| سال  | عنوان    | کارگردان      | یادداشت          | شبکه   |            |
| ---- | -------- | ------------- | ---------------- | ------ | ---------- |
| ۱۳۸۹ | هوش سیاه | مسعود آب‌پرور  | مجموعهٔ تلویزیونی | شبکهٔ ۳ |            |
| ۱۳۹۶ | آنام     | آفرین ثروتیان | مجموعهٔ تلویزیونی | شبکهٔ ۳ | جواد افشار |
| ۱۳۹۷ | ستایش ۳  | سعید سلطانی   | مجموعهٔ تلویزیونی | شبکهٔ ۳ |            |

## جوایز و نامزدی‌ها
| سال  | جایزه            | دسته‌بندی                 | کار نامزد شده | نتیجه    | منبع  |
| ---- | ---------------- | ------------------------ | ------------- | -------- | ----- |
| ۱۴۰۰ | جشنوارهٔ فیلم فجر | بهترین بازیگر نقش اول زن | نگهبان شب     | نامزدشده | [ ۵ ] |